# Fred Adison
Fred Adison   (Bordeus, 15 de setembre de 1908 - Niça, 25 d'agost de 1996) va ser un vocalista, baterista i director de banda francès de jazz i música lleugera.
Vaig estudiar piano i violí abans de passar a la bateria. Quan era adolescent, es proposarà pel jazz i formarà un petit conjunt amb els seus amics. A continuació, es farà un recorregut francès i s'establirà a París el 1931, que enregistrarà curtmetratges muts de Charlie Chaplin i altres. Al costat de les orquestres de Ray Ventura i Jacques Hélian, la banda d'Adison (comptabilitzada sovint com Fred Adison i els seus Col-legians) serà un dels principals grups francesos del can i el cinema durant els últims anys. També tindrà un gran format, i llançarà moltes inscripcions comercials de 78rpm durant aquest temps.
Després de l'apartició de la Segona Guerra Mundial, es dirigirà amb Django Reinhardt al setembre-octubre de 1940, continuaré escrivint música per a cinema.
Va ser empresonat en un camp de guerra nazi el 1943. Després de la guerra, dirigirà una nova gran banda.
El 1952, Charles Spiessert, propietari del Cirque Pinder, contractaria a Fred Adison per dirigir l'orquestra de circ, que ocuparà fins al 1962. Va acompanyar Luis Mariano i Glòria Lasso durant aquest temps i va enregistrar diversos àlbums de música de circ. Després d'això, Adison passà a la jubilació, quan tocava ocasionalment petits conjunts i orquestres de ball a la televisió.

## Pel·lícules
- À nous deux, madame la vie (1937)
- Kora Terry (1940)
- Le Studio en folie (1946)